# تشو كونغ
تشو كونغ (بالصينية: Zhu Cong) هو لاعب كرة قدم صيني في مركز الدفاع، ولد في 8 فبراير 1985 في واشوان في الصين. لعب مع نادي شنجن.